# Vocal trance
Vocal trance is een subgenre van trance waar de melodieën gecombineerd worden met zang of stukjes ingesproken tekst. De liedjes duren gemiddeld tussen de 6 en 8 minuten en worden gekenmerkt door hun hardtrance in/outro.
Vocal trance is ontstaan in de vroege jaren 90. In deze periode was trance nog vrij onbekend en volop aan het evolueren. De eerste trance records gebruikten meestal kleine stukjes ingesproken tekst in hun tracks, maar de eerste echte vocal trance is pas ontstaan in 1992/93 zoals bv. Dance 2 Trance's "Power Of American Natives" die in 1992 uitgebracht was.
Een vocal-trancetrack heeft 3 grote opbouwblokken. Het eerste grote blok houdt de intro in. Deze bestaat uit progressieve beats die ongeveer 1-3 minuten duren. Het tweede blok bestaat uit het melodieëngedeelte (2-5 min.), dat opbouwend begint met een combinatie van zang (meestal vrouwelijke), melodische motieven, en een baspatroon dat de melodische cyclus aangeeft. Uiteindelijk begint bij het derde blok de outro, vallen de melodische motieven weg en spelen de progressieve beats van de intro met hier en daar een kleine verandering.
Het belangrijkste aspect bij vocal trance is natuurlijk de stem zelf. Dit is meestal een hoge vrouwenstem en dit heeft een 'chillend' effect. Soms wordt een mannenstem gebruikt, maar dit gebeurt vooral bij korte ingesproken zinnen of om op de vrouwenstem te antwoorden. Het is niet ongebruikelijk dat de zangtekst vaak wordt herhaald. Dit heeft tot doel het trance-effect op te wekken.

## Bekende vocal-tranceartiesten
- Alice Deejay (Nederland)
- Armin van Buuren (Nederland)
- 4 Strings (Nederland)
- ATB (Duitsland)
- Cascada (Duitsland)
- Chicane (Verenigd Koninkrijk)
- Sash! (Duitsland)
- Absolom (België)
- Ian Van Dahl (België)
- Fiocco (België)
- Lasgo (België)
- Sylver (België)
- Milk Inc (België)
- Maurizzio (België)
- Orion Too (België)
- Dj Sammy (Spanje)
- Dee Dee (België)
- Flip & Fill (Engeland)
- Jessy De Smet (België)
- Zippora (België)
- Tina Cousins (Verenigd Koninkrijk)
- Atlantis 6 (België)
- La Luna (België)
- Aqualords (België)